# Воинское захоронение (Тягаево)
Воинское захоронение у деревни Тягаево — воинское захоронение (братская могила) на территории Калужской области, расположенное в 1,5 километрах от дереревни Тягаево Кировского района по дороге Киров−Тягаево.
Памятник находится перед остановкой у поворота на Мамоново. Координаты: 54.1630; 34.1306. В братских могилах похоронен прах 423 советских воинов, погибших в ходе оборонительных и наступательных боев 1942—1943 гг.
Справа от братской могилы находится индивидуальная могила старшего лейтенанта, политрука отдельной артбатареи Василия Георгиевича Лугинина (1908 — 19 августа 1943, д. Тягаево).
Краткое описание памятника (надгробия): на железобетонном фундаменте воздвигнут обелиск на захоронения	пирамидальной формы, верх обелиска увенчан пятиконечной звездой. У подножья обелиска установлены мемориальные плиты в количества семи штук с именами похороненных воинов. Ниже плит мемориальная доска с текстом: «Вечная слава героям, павшим в боях за свободу и независимость нашей Родины. 1941—1945».
Новые мемориальные доски установлены в 2014 году.